# Аллі Маккойст
Аллі Маккойст (англ. Ally McCoist, нар. 24 вересня 1962, Беллсгілл) — шотландський футболіст, нападник. По завершенні ігрової кар'єри — футбольний тренер. Наразі очолює тренерський штаб команди «Рейнджерс».
Як гравець насамперед відомий виступами за «Рейнджерс», а також національну збірну Шотландії.

## кар'єра
Народився 24 вересня 1962 року в місті Беллсгілл. Вихованець футбольної школи клубу «Фір Парк Бойз».
У дорослому футболі дебютував 1979 року виступами за «Сент-Джонстон», в якому провів два сезони, взявши участь у 57 матчах чемпіонату.
Протягом 1981—1983 років захищав кольори команди клубу «Сандерленд».
Своєю грою за останню команду привернув увагу представників тренерського штабу «Рейнджерс», до складу якого приєднався 1983 року. Відіграв за команду з Глазго наступні п'ятнадцять сезонів своєї ігрової кар'єри. Більшість часу, проведеного у складі «Рейнджерс», був основним гравцем атакувальної ланки команди. У складі «Рейнджерс» був одним з головних бомбардирів команди, маючи середню результативність на рівні 0,6 голу за гру першості.
Завершив професійну ігрову кар'єру у клубі «Кілмарнок», за команду якого виступав протягом 1998—2001 років.

## Виступи за збірну
1985 року дебютував в офіційних матчах у складі національної збірної Шотландії. Протягом кар'єри у національній команді, яка тривала 14 років, провів у формі головної команди країни 61 матч, забивши 19 голів.
У складі збірної був учасником чемпіонату світу 1990 року в Італії, чемпіонату Європи 1992 року у Швеції та чемпіонату Європи 1996 року в Англії.

## Кар'єра тренера
Розпочав тренерську кар'єру невдовзі по завершенні кар'єри гравця, 2004 року, увійшовши до тренерського штабу збірної Шотландії.
Надалі входив до тренерського штабу клубу «Рейнджерс».
З 1 червня 2011 року очолює тренерський штаб команди «Рейнджерс».

## Титули та досягнення

### Командні
- Чемпіон Шотландії (10):

«Рейнджерс»: 1986-87, 1988-89, 1989-90, 1990-91, 1991-92, 1992-93, 1993-94, 1994-95, 1995-96, 1996-97
- Володар Кубка Шотландії (3):

«Рейнджерс»: 1991-92, 1992-93, 1995-96
- Володар Кубка шотландської ліги (9):

«Рейнджерс»: 1983-84, 1984-85, 1986-87, 1987-88, 1988-89, 1990-91, 1992-93, 1993-94, 1996-97

### Особисті
- Золотий бутс УЄФА: 1991-92; 1992-93